# Le cattive madri
Le cattive madri è un dipinto del pittore italiano Giovanni Segantini, realizzato nel 1894 e conservato al Österreichische Galerie Belvedere di Vienna.

## Storia
Le cattive madri costituisce la seconda opera del cosiddetto ciclo del Nirvana, una serie di dipinti che Segantini realizzò ispirandosi ad un testo del Nirvana del librettista Luigi Illica. L’artista, infatti, trasfigura i celebri versi dell’autore e li riporta sulla tela, seguendo un procedimento tipicamente simbolista, che consiste nel partire dal concetto per poi giungere all’immagine. È proprio grazie a quest’opera, la quale fu acclamata dalla Secessione viennese e acquistata dal governo austriaco, che Segantini venne annoverato tra gli esponenti del Simbolismo europeo, mentre in Italia erano numerose le critiche che si stavano diffondendo nei confronti del ciclo del Nirvana, ritenuto un’erronea interpretazione del testo di Illica.
La tematica affrontata nel quadro si lega alle vicende autobiografiche del pittore, il quale perse la madre a causa di una malattia quando era ancora un bambino. Questo fatto spalancò in lui un enorme vuoto che, in seguito, si trasformò in una vera e propria ossessione. Nelle cattive madri l’artista mette, infatti, in scena una vera e propria condanna rivolta a tutte coloro che, per un qualunque motivo, in vita rifiutarono la maternità per affermare la propria libertà sessuale.
(Giovanni Segantini)
Aspetto tipico della corrente simbolista è, infatti, la contrapposizione binaria tra donna come madre, che viene celebrata dallo stesso Segantini nel dipinto L’angelo della vita, e donna come femmina, che avendo abdicato alla sua missione primaria, deve necessariamente scontare la propria pena.

## Descrizione
(Luigi Illica)

Come nel poema di Illica, al di fuori della “vallea livida”, gli alberi contorti, che ricordano cordoni ombelicali e dai cui rami spuntano le teste dei bambini, chiamano le proprie madri e, attaccandosi al loro seno, le perdonano e permettono alle coppie di raggiungere il Nirvana. Nella tela Segantini, abbracciando i diversi stadi della condanna e lasciando intravedere la redenzione, riunisce queste tre fasi: a sinistra, in cui si svolge il momento più duro del castigo, le madri, impigliate negli alberi, odono le voci dei propri bambini, le cui teste, rompendo il ghiaccio, spuntano dal terreno attaccate alla radice dell’albero; in primo piano, in cui è collocata la scena dotata di maggior rilievo e di grande potere visivo, si osserva la testa di un bambino che, uscendo dal ramo, si attacca al seno della madre tormentata; sullo sfondo, è rappresentata la coppia redenta che inizia il proprio percorso verso il Nirvana e che rende meno drammatica la solitudine della figura collocata in primo piano. Il tormento delle madri prende forma nel paesaggio naturale, raffigurato dall’artista con estremo naturalismo, in cui gli alberi contorti e i ghiacci sembrano evocare fantasmi ed i corpi femminili fluttuano a mezz’aria, calati in un’atmosfera che ricorda il Purgatorio dantesco, come Segantini stesso riporta: 
(dall’autografo della lettera-saggio, pubblicata su “Ver Sacrum”, 5, 1899)
Ogni elemento del paesaggio è intriso di un forte simbolismo: gli alberi spogli e piegati e le folate di vento gelido che avvolgono l’intera valle sembrano, infatti, personificare gli strumenti di tortura adoperati per castigare le madri, i vuoti presenti sul dipinto sono bilanciati dalla potenza emotiva e visiva esercitata dalla madre impigliata all’albero ed, inoltre, la betulla intricata, avvicinabile per i tratti alla pittura giapponese, si trasforma da albero della vita ad albero della redenzione.